# Puig de Marbet
El Puig de Marbet és una muntanya de 723,9 m alt del límit dels termes comunals d'Espirà de Conflent i de Finestret, tots dos de la comarca del Conflent, a la Catalunya del Nord.
És a la zona central del límit oest del terme de Finestret, i a la sud-oriental del terme de Finestret. En el seu vessant est es troba l'Erm de Marbet, de Finestret, i a l'oest, la partida de Marbet, d'Espirà de Conflent. És al nord-est de la Collada dels Cirerers.